# Josep Maria Canellas Casals
Josep Maria Canellas Casals (Sabadell, 12 de juny de 1902 - 1977) va ser un guionista d'historietes, pintor i novel·lista català que escrivia en castellà. Va fer servir els pseudònims Benjamín, A. Benjamín y Augusto Benjamín. Va col·laborar amb les revistes propagandístiques Pelayos (JNCG, 1936) i Flecha (JNPPFE Y JONS, 1937) durant la Guerra Civil.

## Biografia
Canellas va començar sent teixidor d'ofici a Sabadell, però ben aviat va abandonar la feina. Va ser director literari de l'Editorial Marco, especialitzada en novel·la de fulletó, editorial que publicà les revistes de còmic per a joves La Risa, Don Tito, Betty Boop, etc. Durant la Guerra Civil anar a viure a Sant Sebastià, on col·laborà amb la revista Pelayos, del Requetè, on hi havia Valentí Castanys i Josep Serra i Massana, dibuixants catalans que també treballaven en aquesta publicació. De retorn a Barcelona, novel·là pel·lícules per a Publicacions Cinema, va fer guions de còmic per a l'Editorial Grafidea i l'any 1944 firmà un contracte exclusiu amb la senyora Consuelo Gil, editora de Chicos i Mis Chicas, revistes per a les quals va fer nombrosos guions, dibuixats per Athos Cozzi, Carles Roca, Lozano Olivares, els germans Blasco i, sobretot, per Emili Freixas. A partir dels anys quaranta del segle xx, Canellas va emigrar a Veneçuela, on va fer diverses feines, des de comerciant fins a buscador de selves veneçolanes i va viure moltes aventures. A mitjan anys cinquanta Josep Maria Canellas va tornar a Sabadell, on escrigué alguns llibres sobre les seves vivències a Amèrica, pintà i exposà a l'Acadèmia de Belles Arts de Sabadell i, l'any 1974, va tornar a escriure guions de còmics per a Freixes, que publicà la revista juvenil sabadellenca Chito.

## Llibres publicats
- Después de la bomba de hidrógeno. Dux, Ediciones y Publicaciones, SA, Barcelona-Madrid, 1961
- Los buscadores de diamantes en la Guyana Venezolana. Ediciones de Cultura Hispánica. Madrid, 1958

## Obra pictòrica
Pintà fonamentalment a l'oli sobre cartró. De la seva producció destaca una sèrie sobre tauromàquia i diversos paisatges i figures, tot plegat de caràcter expressionista